# Departamento de General Roca (kommun i Córdoba)
Departamento de General Roca är en kommun i Argentina.   Den ligger i provinsen Córdoba, i den centrala delen av landet, 500 km väster om huvudstaden Buenos Aires. Antalet invånare är 33 323.
Trakten runt Departamento de General Roca består till största delen av jordbruksmark. Runt Departamento de General Roca är det mycket glesbefolkat, med 2 invånare per kvadratkilometer.